# Issei Yamamoto
Pour les articles homonymes, voir Yamamoto.
Cette page contient des caractères spéciaux ou non latins. S’ils s’affichent mal (▯, ?, etc.), consultez la page d’aide Unicode.
Issei Yamamoto (山本 一清, Yamamoto Issei), né à Shiga le 27 mai 1889 (an 22 de l'Ère Meiji) et mort le 16 janvier 1959 (an 34  de l'ère Shōwa), est un astronome et professeur japonais. 

## Biographie
Issei Yamamoto est diplômé de l'université de Kyoto, avec un doctorat en présentant la thèse 「大気ニヨル光線屈折ノ効果研究ノ為 水沢ニ於テ行ヘル緯度変化ノ同時観測」- « Des observations simultanées ノ La variation de latitude Mizusawa à deux lignes de test pour la recherche ノ Étude d'efficacité ノ L'effet de réfraction des rayons Niyoru dans l'atmosphère ». Il enseigne l'astronomie dans cette même université de Kyoto.
En 1920, il devient le premier président de l'Association astronomique orientale (ja). Il a également été directeur de l'observatoire Kwasan de Kyoto.

## Honneurs
- Un cratère lunaire porte le nom de Yamamoto depuis 1970 par décision de l'Union astronomique internationale.
- Un astéroïde porte également le nom (2249) Yamamoto.